# Ludwig Grosse (Jurist)
Ludwig Hermann Otto Grosse (* 1. September 1907 in Keula, Thüringen; † 23. Dezember 1992 in Stuttgart) war ein deutscher Rechtsanwalt und Ehrenaufsichtsratsvorsitzender der Alte Leipziger – Hallesche.

## Leben
Ludwig Grosse, Sohn eines Apothekers, besuchte das humanistische Karls-Gymnasium in Stuttgart und studierte Rechtswissenschaften in Tübingen, Berlin und Paris und wurde 1933 in Tübingen mit der Arbeit Die Rechtsvereitelung nach dem RStGb. und den neueren Strafgesetzentwürfen zum Dr. iur. promoviert. Als Jurist war er in der von ihm mitgegründeten Wirtschaftskanzlei Dres. Grosse, Oettinger, Bofinger, Busch (heute Bofinger, Busch & Partner) tätig.
Im Jahre 1958 wurde Ludwig Grosse in den Aufsichtsrat des Nationalen Krankenversicherungsvereins (NKV) berufen, dessen Vorsitz er 1961 übernahm. Nach der Fusion des NKV mit der Hallesche Krankenversicherung zur Hallesche – Nationale Krankenversicherung AG im Jahre 1975 wurde er zum Vorsitzenden des Aufsichtsrats bestellt. Diese Funktion hatte er bis zum Jahre 1989 inne. In Anerkennung seiner Verdienste um das Unternehmen wurde er zum Ehrenvorsitzenden des Aufsichtsrats auf Lebenszeit gewählt. Man lobte ihn dabei als Mann mit hohem Sachverstand und ausgeprägtem unternehmerischem Weitblick.
Bei der Alten Leipziger Lebensversicherungsgesellschaft auf Gegenseitigkeit war Ludwig Grosse von 1976 bis 1983 Mitgliedervertreter, anschließend bis 1989 Mitglied des Aufsichtsrats. Er hat an der engen Zusammenarbeit im jetzigen Unternehmensverbund Alte Leipziger/Hallesche-Nationale maßgeblich mitgewirkt.
Als Wirtschaftsjurist war er in nationalen und internationalen Unternehmen und Verbänden des Stuttgarter Wirtschaftsraums im Aufsichts- bzw. Verwaltungsrat oder als Berater tätig, wie im Süddeutschen Spinnweberverband, Stuttgart, in der Alten Leipziger Lebensversicherungsgesellschaft, Oberursel, in der Dr. Ing. h. c. F. Porsche AG, Stuttgart, in der Zentrale zur Bekämpfung unlauteren Wettbewerbs, Frankfurt, sowie im Bekleidungsunternehmen Bleyle. Er war Vertrauensanwalt des Verbandes der Handelsvertreter, Stuttgart, und Mitglied im Vorstand der Rechtsanwaltskammer Stuttgart. Darüber hinaus engagierte sich Grosse für das Theaterleben Stuttgarts, wo er bis 1988 Vorsitzender des Vereins „Altes Schauspielhaus – Komödie im Marquardt e.V.“ war. Grosse war ebenfalls Mitglied des Lions-Club in Stuttgart.
Ludwig Grosse war verheiratet mit Ingeborg Weber-Bleyle, Tochter von Arthur Weber, Mitinhaber des Unternehmens Bleyle, und hatte zwei Töchter.

## Auszeichnungen
- 1989: Bundesverdienstkreuz I. Klasse des Verdienstordens der Bundesrepublik Deutschland[3]